# Selección de fútbol sub-20 de Kosovo
La Selección de fútbol sub-20 de Kosovo es el equipo que representa al país en el Mundial Sub-20 y en la Eurocopa Sub-19; y es controlado por la Federación de Fútbol de Kosovo.

## Historia
En el 6 de febrero de 2013, la FIFA adimitió a Kosovo y a sus selecciones inferiores, jugar contra otras selecciones. Luego, en 2017 ingresa en la clasificatoria inicial para la Campeonato Europeo de la UEFA Sub-19 2018 o conocida como la Eurocopa Sub-19. Kosovo inició su clasificatoria el 3 de octubre, donde perdió ante la local Austria, por 0-1. Luego venció a Israel por 2-1 en el 6 de octubre, y en el 9 de octubre selló su clasificación a la Ronda Élite, venciendo a Lituania por 3-0.

## Participaciones

### Mundial Sub-20
| 1977  | Parte de Yugoslavia Selección de fútbol sub-20 de Yugoslavia | Parte de Yugoslavia Selección de fútbol sub-20 de Yugoslavia | Parte de Yugoslavia Selección de fútbol sub-20 de Yugoslavia | Parte de Yugoslavia Selección de fútbol sub-20 de Yugoslavia | Parte de Yugoslavia Selección de fútbol sub-20 de Yugoslavia | Parte de Yugoslavia Selección de fútbol sub-20 de Yugoslavia | Parte de Yugoslavia Selección de fútbol sub-20 de Yugoslavia |              |              |
| 1979  | Parte de Yugoslavia Selección de fútbol sub-20 de Yugoslavia | Parte de Yugoslavia Selección de fútbol sub-20 de Yugoslavia | Parte de Yugoslavia Selección de fútbol sub-20 de Yugoslavia | Parte de Yugoslavia Selección de fútbol sub-20 de Yugoslavia | Parte de Yugoslavia Selección de fútbol sub-20 de Yugoslavia | Parte de Yugoslavia Selección de fútbol sub-20 de Yugoslavia | Parte de Yugoslavia Selección de fútbol sub-20 de Yugoslavia |              |              |
| 1981  | Parte de Yugoslavia Selección de fútbol sub-20 de Yugoslavia | Parte de Yugoslavia Selección de fútbol sub-20 de Yugoslavia | Parte de Yugoslavia Selección de fútbol sub-20 de Yugoslavia | Parte de Yugoslavia Selección de fútbol sub-20 de Yugoslavia | Parte de Yugoslavia Selección de fútbol sub-20 de Yugoslavia | Parte de Yugoslavia Selección de fútbol sub-20 de Yugoslavia | Parte de Yugoslavia Selección de fútbol sub-20 de Yugoslavia |              |              |
| 1983  | Parte de Yugoslavia Selección de fútbol sub-20 de Yugoslavia | Parte de Yugoslavia Selección de fútbol sub-20 de Yugoslavia | Parte de Yugoslavia Selección de fútbol sub-20 de Yugoslavia | Parte de Yugoslavia Selección de fútbol sub-20 de Yugoslavia | Parte de Yugoslavia Selección de fútbol sub-20 de Yugoslavia | Parte de Yugoslavia Selección de fútbol sub-20 de Yugoslavia | Parte de Yugoslavia Selección de fútbol sub-20 de Yugoslavia |              |              |
| 1985  | Parte de Yugoslavia Selección de fútbol sub-20 de Yugoslavia | Parte de Yugoslavia Selección de fútbol sub-20 de Yugoslavia | Parte de Yugoslavia Selección de fútbol sub-20 de Yugoslavia | Parte de Yugoslavia Selección de fútbol sub-20 de Yugoslavia | Parte de Yugoslavia Selección de fútbol sub-20 de Yugoslavia | Parte de Yugoslavia Selección de fútbol sub-20 de Yugoslavia | Parte de Yugoslavia Selección de fútbol sub-20 de Yugoslavia |              |              |
| 1987  | Parte de Yugoslavia Selección de fútbol sub-20 de Yugoslavia | Parte de Yugoslavia Selección de fútbol sub-20 de Yugoslavia | Parte de Yugoslavia Selección de fútbol sub-20 de Yugoslavia | Parte de Yugoslavia Selección de fútbol sub-20 de Yugoslavia | Parte de Yugoslavia Selección de fútbol sub-20 de Yugoslavia | Parte de Yugoslavia Selección de fútbol sub-20 de Yugoslavia | Parte de Yugoslavia Selección de fútbol sub-20 de Yugoslavia |              |              |
| 1989  | Parte de Yugoslavia Selección de fútbol sub-20 de Yugoslavia | Parte de Yugoslavia Selección de fútbol sub-20 de Yugoslavia | Parte de Yugoslavia Selección de fútbol sub-20 de Yugoslavia | Parte de Yugoslavia Selección de fútbol sub-20 de Yugoslavia | Parte de Yugoslavia Selección de fútbol sub-20 de Yugoslavia | Parte de Yugoslavia Selección de fútbol sub-20 de Yugoslavia | Parte de Yugoslavia Selección de fútbol sub-20 de Yugoslavia |              |              |
| 1991  | Parte de Yugoslavia Selección de fútbol sub-20 de Yugoslavia | Parte de Yugoslavia Selección de fútbol sub-20 de Yugoslavia | Parte de Yugoslavia Selección de fútbol sub-20 de Yugoslavia | Parte de Yugoslavia Selección de fútbol sub-20 de Yugoslavia | Parte de Yugoslavia Selección de fútbol sub-20 de Yugoslavia | Parte de Yugoslavia Selección de fútbol sub-20 de Yugoslavia | Parte de Yugoslavia Selección de fútbol sub-20 de Yugoslavia |              |              |
| 1993  | Parte de Yugoslavia Selección de fútbol sub-20 de Yugoslavia | Parte de Yugoslavia Selección de fútbol sub-20 de Yugoslavia | Parte de Yugoslavia Selección de fútbol sub-20 de Yugoslavia | Parte de Yugoslavia Selección de fútbol sub-20 de Yugoslavia | Parte de Yugoslavia Selección de fútbol sub-20 de Yugoslavia | Parte de Yugoslavia Selección de fútbol sub-20 de Yugoslavia | Parte de Yugoslavia Selección de fútbol sub-20 de Yugoslavia |              |              |
| 1995  | Parte de Yugoslavia Selección de fútbol sub-20 de Yugoslavia | Parte de Yugoslavia Selección de fútbol sub-20 de Yugoslavia | Parte de Yugoslavia Selección de fútbol sub-20 de Yugoslavia | Parte de Yugoslavia Selección de fútbol sub-20 de Yugoslavia | Parte de Yugoslavia Selección de fútbol sub-20 de Yugoslavia | Parte de Yugoslavia Selección de fútbol sub-20 de Yugoslavia | Parte de Yugoslavia Selección de fútbol sub-20 de Yugoslavia |              |              |
| 1997  | Parte de Yugoslavia Selección de fútbol sub-20 de Yugoslavia | Parte de Yugoslavia Selección de fútbol sub-20 de Yugoslavia | Parte de Yugoslavia Selección de fútbol sub-20 de Yugoslavia | Parte de Yugoslavia Selección de fútbol sub-20 de Yugoslavia | Parte de Yugoslavia Selección de fútbol sub-20 de Yugoslavia | Parte de Yugoslavia Selección de fútbol sub-20 de Yugoslavia | Parte de Yugoslavia Selección de fútbol sub-20 de Yugoslavia |              |              |
| 1999  | Parte de Yugoslavia Selección de fútbol sub-20 de Yugoslavia | Parte de Yugoslavia Selección de fútbol sub-20 de Yugoslavia | Parte de Yugoslavia Selección de fútbol sub-20 de Yugoslavia | Parte de Yugoslavia Selección de fútbol sub-20 de Yugoslavia | Parte de Yugoslavia Selección de fútbol sub-20 de Yugoslavia | Parte de Yugoslavia Selección de fútbol sub-20 de Yugoslavia | Parte de Yugoslavia Selección de fútbol sub-20 de Yugoslavia |              |              |
| 2001  | Parte de Yugoslavia Selección de fútbol sub-20 de Yugoslavia | Parte de Yugoslavia Selección de fútbol sub-20 de Yugoslavia | Parte de Yugoslavia Selección de fútbol sub-20 de Yugoslavia | Parte de Yugoslavia Selección de fútbol sub-20 de Yugoslavia | Parte de Yugoslavia Selección de fútbol sub-20 de Yugoslavia | Parte de Yugoslavia Selección de fútbol sub-20 de Yugoslavia | Parte de Yugoslavia Selección de fútbol sub-20 de Yugoslavia |              |              |
| 2003  | Parte de Yugoslavia Selección de fútbol sub-20 de Yugoslavia | Parte de Yugoslavia Selección de fútbol sub-20 de Yugoslavia | Parte de Yugoslavia Selección de fútbol sub-20 de Yugoslavia | Parte de Yugoslavia Selección de fútbol sub-20 de Yugoslavia | Parte de Yugoslavia Selección de fútbol sub-20 de Yugoslavia | Parte de Yugoslavia Selección de fútbol sub-20 de Yugoslavia | Parte de Yugoslavia Selección de fútbol sub-20 de Yugoslavia |              |              |
| 2005  | Parte de Yugoslavia Selección de fútbol sub-20 de Yugoslavia | Parte de Yugoslavia Selección de fútbol sub-20 de Yugoslavia | Parte de Yugoslavia Selección de fútbol sub-20 de Yugoslavia | Parte de Yugoslavia Selección de fútbol sub-20 de Yugoslavia | Parte de Yugoslavia Selección de fútbol sub-20 de Yugoslavia | Parte de Yugoslavia Selección de fútbol sub-20 de Yugoslavia | Parte de Yugoslavia Selección de fútbol sub-20 de Yugoslavia |              |              |
| 2007  | No participó                                                 | No participó                                                 | No participó                                                 | No participó                                                 | No participó                                                 | No participó                                                 | No participó                                                 |              |              |
| 2009  | No participó                                                 | No participó                                                 | No participó                                                 | No participó                                                 | No participó                                                 | No participó                                                 | No participó                                                 |              |              |
| 2011  | No participó                                                 | No participó                                                 | No participó                                                 | No participó                                                 | No participó                                                 | No participó                                                 | No participó                                                 |              |              |
| 2013  | No participó                                                 | No participó                                                 | No participó                                                 | No participó                                                 | No participó                                                 | No participó                                                 | No participó                                                 |              |              |
| 2015  | No participó                                                 | No participó                                                 | No participó                                                 | No participó                                                 | No participó                                                 | No participó                                                 | No participó                                                 |              |              |
| 2017  | No participó                                                 | No participó                                                 | No participó                                                 | No participó                                                 | No participó                                                 | No participó                                                 | No participó                                                 |              |              |
| 2019  | No clasificó                                                 | No clasificó                                                 | No clasificó                                                 | No clasificó                                                 | No clasificó                                                 | No clasificó                                                 | No clasificó                                                 | No clasificó | No clasificó |
| 2023  | No clasificó                                                 | No clasificó                                                 | No clasificó                                                 | No clasificó                                                 | No clasificó                                                 | No clasificó                                                 | No clasificó                                                 | No clasificó | No clasificó |
| 2025  | No clasificó                                                 | No clasificó                                                 | No clasificó                                                 | No clasificó                                                 | No clasificó                                                 | No clasificó                                                 | No clasificó                                                 | No clasificó | No clasificó |
| Total | 0/24                                                         | 0                                                            | 0                                                            | 0                                                            | 0                                                            | 0                                                            | 0                                                            |              |              |

### Eurocopa Sub-18/Sub-19
| antes de 1993 | Véase Yugoslavia                            | Véase Yugoslavia                            | Véase Yugoslavia                            | Véase Yugoslavia                            | Véase Yugoslavia                            | Véase Yugoslavia                            | Véase Yugoslavia                            |              |              |
| 1994          | Parte de la República Federal de Yugoslavia | Parte de la República Federal de Yugoslavia | Parte de la República Federal de Yugoslavia | Parte de la República Federal de Yugoslavia | Parte de la República Federal de Yugoslavia | Parte de la República Federal de Yugoslavia | Parte de la República Federal de Yugoslavia |              |              |
| 1995          | Parte de la República Federal de Yugoslavia | Parte de la República Federal de Yugoslavia | Parte de la República Federal de Yugoslavia | Parte de la República Federal de Yugoslavia | Parte de la República Federal de Yugoslavia | Parte de la República Federal de Yugoslavia | Parte de la República Federal de Yugoslavia |              |              |
| 1996          | Parte de la República Federal de Yugoslavia | Parte de la República Federal de Yugoslavia | Parte de la República Federal de Yugoslavia | Parte de la República Federal de Yugoslavia | Parte de la República Federal de Yugoslavia | Parte de la República Federal de Yugoslavia | Parte de la República Federal de Yugoslavia |              |              |
| 1997          | Parte de la República Federal de Yugoslavia | Parte de la República Federal de Yugoslavia | Parte de la República Federal de Yugoslavia | Parte de la República Federal de Yugoslavia | Parte de la República Federal de Yugoslavia | Parte de la República Federal de Yugoslavia | Parte de la República Federal de Yugoslavia |              |              |
| 1998          | Parte de la República Federal de Yugoslavia | Parte de la República Federal de Yugoslavia | Parte de la República Federal de Yugoslavia | Parte de la República Federal de Yugoslavia | Parte de la República Federal de Yugoslavia | Parte de la República Federal de Yugoslavia | Parte de la República Federal de Yugoslavia |              |              |
| 1999          | Parte de la República Federal de Yugoslavia | Parte de la República Federal de Yugoslavia | Parte de la República Federal de Yugoslavia | Parte de la República Federal de Yugoslavia | Parte de la República Federal de Yugoslavia | Parte de la República Federal de Yugoslavia | Parte de la República Federal de Yugoslavia |              |              |
| 2000          | No era miembro de la FIFA                   | No era miembro de la FIFA                   | No era miembro de la FIFA                   | No era miembro de la FIFA                   | No era miembro de la FIFA                   | No era miembro de la FIFA                   | No era miembro de la FIFA                   |              |              |
| 2001          | No era miembro de la FIFA                   | No era miembro de la FIFA                   | No era miembro de la FIFA                   | No era miembro de la FIFA                   | No era miembro de la FIFA                   | No era miembro de la FIFA                   | No era miembro de la FIFA                   |              |              |
| 2002          | No era miembro de la FIFA                   | No era miembro de la FIFA                   | No era miembro de la FIFA                   | No era miembro de la FIFA                   | No era miembro de la FIFA                   | No era miembro de la FIFA                   | No era miembro de la FIFA                   |              |              |
| 2003          | No era miembro de la FIFA                   | No era miembro de la FIFA                   | No era miembro de la FIFA                   | No era miembro de la FIFA                   | No era miembro de la FIFA                   | No era miembro de la FIFA                   | No era miembro de la FIFA                   |              |              |
| 2004          | No era miembro de la FIFA                   | No era miembro de la FIFA                   | No era miembro de la FIFA                   | No era miembro de la FIFA                   | No era miembro de la FIFA                   | No era miembro de la FIFA                   | No era miembro de la FIFA                   |              |              |
| 2005          | No era miembro de la FIFA                   | No era miembro de la FIFA                   | No era miembro de la FIFA                   | No era miembro de la FIFA                   | No era miembro de la FIFA                   | No era miembro de la FIFA                   | No era miembro de la FIFA                   |              |              |
| 2006          | No era miembro de la FIFA                   | No era miembro de la FIFA                   | No era miembro de la FIFA                   | No era miembro de la FIFA                   | No era miembro de la FIFA                   | No era miembro de la FIFA                   | No era miembro de la FIFA                   |              |              |
| 2007          | No era miembro de la FIFA                   | No era miembro de la FIFA                   | No era miembro de la FIFA                   | No era miembro de la FIFA                   | No era miembro de la FIFA                   | No era miembro de la FIFA                   | No era miembro de la FIFA                   |              |              |
| 2008          | No era miembro de la FIFA                   | No era miembro de la FIFA                   | No era miembro de la FIFA                   | No era miembro de la FIFA                   | No era miembro de la FIFA                   | No era miembro de la FIFA                   | No era miembro de la FIFA                   |              |              |
| 2009          | No era miembro de la FIFA                   | No era miembro de la FIFA                   | No era miembro de la FIFA                   | No era miembro de la FIFA                   | No era miembro de la FIFA                   | No era miembro de la FIFA                   | No era miembro de la FIFA                   |              |              |
| 2010          | No era miembro de la FIFA                   | No era miembro de la FIFA                   | No era miembro de la FIFA                   | No era miembro de la FIFA                   | No era miembro de la FIFA                   | No era miembro de la FIFA                   | No era miembro de la FIFA                   |              |              |
| 2011          | No era miembro de la FIFA                   | No era miembro de la FIFA                   | No era miembro de la FIFA                   | No era miembro de la FIFA                   | No era miembro de la FIFA                   | No era miembro de la FIFA                   | No era miembro de la FIFA                   |              |              |
| 2012          | No era miembro de la FIFA                   | No era miembro de la FIFA                   | No era miembro de la FIFA                   | No era miembro de la FIFA                   | No era miembro de la FIFA                   | No era miembro de la FIFA                   | No era miembro de la FIFA                   |              |              |
| 2013          | No era miembro de la FIFA                   | No era miembro de la FIFA                   | No era miembro de la FIFA                   | No era miembro de la FIFA                   | No era miembro de la FIFA                   | No era miembro de la FIFA                   | No era miembro de la FIFA                   |              |              |
| 2014          | No era miembro de la FIFA                   | No era miembro de la FIFA                   | No era miembro de la FIFA                   | No era miembro de la FIFA                   | No era miembro de la FIFA                   | No era miembro de la FIFA                   | No era miembro de la FIFA                   |              |              |
| 2015          | No era miembro de la FIFA                   | No era miembro de la FIFA                   | No era miembro de la FIFA                   | No era miembro de la FIFA                   | No era miembro de la FIFA                   | No era miembro de la FIFA                   | No era miembro de la FIFA                   |              |              |
| 2016          | No era miembro de la FIFA                   | No era miembro de la FIFA                   | No era miembro de la FIFA                   | No era miembro de la FIFA                   | No era miembro de la FIFA                   | No era miembro de la FIFA                   | No era miembro de la FIFA                   |              |              |
| 2017          | No entró a la clasificatoria                | No entró a la clasificatoria                | No entró a la clasificatoria                | No entró a la clasificatoria                | No entró a la clasificatoria                | No entró a la clasificatoria                | No entró a la clasificatoria                |              |              |
| 2018          | No clasificó                                | No clasificó                                | No clasificó                                | No clasificó                                | No clasificó                                | No clasificó                                | No clasificó                                |              |              |
| 2019          | No clasificó                                | No clasificó                                | No clasificó                                | No clasificó                                | No clasificó                                | No clasificó                                | No clasificó                                |              |              |
| 2020          | Cancelado                                   | Cancelado                                   | Cancelado                                   | Cancelado                                   | Cancelado                                   | Cancelado                                   | Cancelado                                   | Cancelado    |              |
| 2021          | Cancelado                                   | Cancelado                                   | Cancelado                                   | Cancelado                                   | Cancelado                                   | Cancelado                                   | Cancelado                                   | Cancelado    |              |
| 2022          | No clasificó                                | No clasificó                                | No clasificó                                | No clasificó                                | No clasificó                                | No clasificó                                | No clasificó                                | No clasificó | No clasificó |
| 2023          | No clasificó                                | No clasificó                                | No clasificó                                | No clasificó                                | No clasificó                                | No clasificó                                | No clasificó                                | No clasificó | No clasificó |
| 2024          | No clasificó                                | No clasificó                                | No clasificó                                | No clasificó                                | No clasificó                                | No clasificó                                | No clasificó                                | No clasificó | No clasificó |
| 2025          | Por definir                                 | Por definir                                 | Por definir                                 | Por definir                                 | Por definir                                 | Por definir                                 | Por definir                                 | Por definir  | Por definir  |
| Total         | 0/68                                        | 0                                           | 0                                           | 0                                           | 0                                           | 0                                           | 0                                           |              |              |